# Haus der Stille
Das Haus der Stille in Roseburg bei Hamburg ist eines der ältesten buddhistischen Meditationszentren in Deutschland. Das seit 1959 als buddhistisches Kloster geplante Seminarhaus wurde 1962 eingeweiht und ist heute ein offen gestaltetes Zentrum, in dem knapp 30 Seminare, Kurse oder Retreats im Jahr stattfinden.
Das Haupthaus, das Gästehaus und die großzügige Meditationshalle sind in eine Garten- und Seenlandschaft eingebunden. Das Zentrum wird von dem gemeinnützigen Verein Haus der Stille e. V. getragen.

## Praxisvielfalt
Mitglieder der Buddhistischen Gesellschaft Hamburg (Paul Debes, Max Glashoff, Johannes Rüdel und etliche andere) gründeten den Verein Haus der Stille e. V., kauften das Anwesen in Roseburg unter schwierigen finanziellen Umständen und renovierten es mit Spenden. Schon ab 1960 wurden im Haus der Stille Seminare abgehalten und eine Reihe meist thailändischer Mönche lebten bis 1977 vor Ort. Eberhard Kuhnhenn (Kassapa) prägte das Haus und schrieb eine Chronik (25 Jahre Haus der Stille 1962–1987). Das Haus hat eine bewegte Geschichte durch die unterschiedlichen Persönlichkeiten und Meditationswege, die aufeinander folgten.
Hans-Ulrich Rieker lehrte eine Kombination indischer und tibetischer Praktiken. Bhikkhu Dhammiko lehrte die Satipatthana-Methode des burmesischen Meditationsmeisters Mahasi Sayadaw. Lama Anagarika Govinda und Anila Li Gotami leiteten Exerzitien. Der 16. Karmapa besuchte 1974 das Zentrum.

### Zen
Fritz Hungerleider und Philip Kapleau bewirkten eine Aufnahme der Zenpraxis in das Programm des Hauses. Tetsuo Kiichi Nagaya und Gisela Midwer (Gesshin Prabhasadharma) lehrten Rinzai-Zen. Toni Packer, eine Schülerin von Kapleau und Gründerin des Springwater-Zentrums (bei Rochester) erreichte im Anschluss an Jiddu Krishnamurti eine Lösung von den strengen Vorgaben des Zenbuddhismus hin zu einer Praxis des je eigenen Gewahrwerdens ohne ein prägendes Lehrer-Schüler-Verhältnis zu tradieren. In diesem Sinne bietet die Arbeitsgemeinschaft für Meditation bis heute Schweigeretreats ohne Lehrer an. Es gibt einen Freundeskreis um das Ehepaar Bien im Stil von Paul Debes, der sich nach dem Ausscheiden von Bhikkhu Vimalo selbständig mit den Lehrreden Buddhas beschäftigt und jährlich zweimal im Zentrum tagt.

### Atemtherapie, Yoga und Meditation
Ilse Middendorf führte die Atemtherapie ein. Armin Gottmann und andere Mitglieder des Ordens Arya Maitreya Mandala lehren die Yogapraxis. Buddhistische Begriffe wie Metta oder Karuna stehen im Mittelpunkt mancher Kurse und heute ist ein vielfältiges Angebot von Kursen zu Vipassana, Achtsamkeit, Stille in Schweigeseminaren (etwa Wilfried Reuter), grüne-Tara-Kurse für Frauen (Sylvia Wetzel), Qigong, Taijiquan (Christa Proksch) oder anderen Meditationswegen im Programm des Hauses zu finden.